# Gemaal Westland
Het Gemaal Westland is een gemaal in Hoek van Holland, dat als boezemgemaal wordt gebruikt. Het gemaal werd in opdracht van het Hoogheemraadschap van Delfland gebouwd als dieselgemaal en had als zodanig bij oplevering een capaciteit van 360.000 liter water per minuut. Het boezemwater wordt vanuit het Oranjekanaal aangevoerd, waarna het wordt geloosd op de Nieuwe Waterweg.
De dieselmotoren zijn in 2003 vervangen door elektromotoren die geregeld kunnen worden tot een maximum van 1,44 miljoen liter per minuut. Dat is het viervoudige van de capaciteit die het gemaal voor de modernisering had. Hiervoor moest het Oranjekanaal en de daarin gelegen waterwerken, waaronder de Oranjesluis, worden verbreed. Gemaal Westland kan nu ook op afstand worden bediend.